# (66458) Romaplanetario
(66458) Romaplanetario est un astéroïde de la ceinture principale aréocroiseur.

## Description
(66458) Romaplanetario est un astéroïde aréocroiseur. Il présente une orbite caractérisée par un demi-grand axe de 2,61 UA, une excentricité de 0,36 et une inclinaison de 7,0° par rapport à l'écliptique.

## Compléments